# Australian Classification Board
De Australian Classification Board (ACB), voorheen Office of Film and Literature Classification (OFLC), is een door de Australische overheid opgezette organisatie die zich bezighoudt met de beoordeling van de inhoud van films, computerspellen en publicaties. De organisatie geeft tevens een beoordeling aan deze media om aan te geven vanaf welke leeftijd deze media geschikt is.

## Censuur
Aanvankelijk had de organisatie het woord "censuur" in zijn titel. Hoewel dat woord inmiddels uit de titel is gehaald, kan de organisatie nog steeds censuur toepassen door te weigeren bepaalde media te classificeren, of verkoop en verhuur ervan in Australië te verbieden. Dit gebeurt vooral bij erg gewelddadige computerspellen, daar de R18+ classificatie niet bestaat voor dit soort spellen.

## Film- en computerspelclassificaties
Sinds 24 mei 2005 hanteert de Office of Film and Literature Classification een kleurcode voor de beoordeling van films en videospellen.
| Afbeelding | Afkorting | Naam                             | Beschrijving |
| ---------- | --------- | -------------------------------- | --- |
|            | E         | Exempt from Classification       | Deze films of spellen mogen zonder specifieke classificatie worden verkocht. Deze classificatie wordt meestal gegeven aan educatief materiaal zoals documentaires, concerten, fitnesprogramma’s, live-tv en niet gewelddadige sportevenementen. |
|            | G         | General                          | Deze films en spellen zijn voor algemeen gebruik, en bevatten geen materiaal dat ongeschikt is voor jonge kinderen. Dat betekent echter niet dat media met deze classificatie specifiek op kinderen gericht is. Ook media met materiaal dat voor kinderen niet interessant is kunnen deze classificatie krijgen. |
|            | PG        | Parental guidance recommended    | Deze films en spellen bevatten materiaal dat niet altijd even geschikt is voor de jongste kijkers. |
|            | M         | Recommended for mature audiences | Deze films en spellen bevatten elementen die niet geschikt zijn voor kinderen. Voorheen stond deze classificatie bekend als M15+. Er is momenteel geen beperking op de verkoop van media met deze classificatie. |
|            | MA15+     | Not suitable for under 15s       | Deze media zijn niet geschikt voor mensen jonger dan 15 jaar. Personen jonger dan 15 mogen alleen onder toezicht van een volwassene media met deze classificatie kopen. De verkoop van deze media wordt wettelijk aan banden gelegd. |
|            | R18+      | Restricted                       | Mensen jonger dan 18 jaar mogen films en spellen met deze classificatie niet kopen of huren. |
|            | X18+      | Restricted                       | Deze classificatie geldt alleen voor films. Mensen jonger dan 18 jaar mogen films met deze classificatie niet kopen of huren. Films met deze classificatie kunnen alleen legaal worden verkregen in het Australisch Hoofdstedelijk Territorium en het Noordelijk Territorium. |
|            | RC        | Refused Classification           | In deze categorie vallen films met materiaal dat hoger is dan X18+, of videospellen met materiaal dat hoger is dan MA15+. Dat kan bijvoorbeeld zijn als een film of videospel geweld of misdaad promoot. Films en spellen met deze classificatie mogen in Australië niet worden verkocht of verhuurd. Bij videospellen wordt het spel door de makers vaak wat aangepast zodat het nog onder de MA15+ classificatie valt.                                                                                                 |
|            | CTC       | Check the Classification.        | De inhoud is beoordeeld en goedgekeurd voor reclame voor niet-geclassificeerde films en computerspellen. "Deze film heeft reclame-goedkeuring. Controleer de classificatie dichter bij de releasedatum" staat meestal op de markering geschreven. Elke reclame voor niet-geclassificeerde films en games moet het CTC-bericht weergeven op posters, trailers, op internet en andere soorten reclame. Zodra de inhoud is geclassificeerd, vervangt de classificatiemarkering de CTC-markering op al het reclamemateriaal. |

## Voormalige computerspelclassificaties
Deze classificaties werden voor 2005 gebruikt, en zijn nog steeds terug te vinden op de verpakkingen van oudere spellen.
- G - General : geschikt voor alle leeftijden.
- G8+ - General for children over 8 years of age: geschikt voor kinderen ouder dan acht jaar.
- M15+ - Mature: niet aan te raden voor mensen jonger dan 15 jaar. Er is echter geen wettelijke beperking op de verkoop van media met deze classificatie.
- MA15+ - Mature Restricted: ongeschikt voor mensen jonger dan 15 jaar. Verkoop van media met deze classificatie is wettelijk aan banden gelegd. Zo mogen personen jonger dan 15 media met deze classificatie alleen kopen onder toezicht van een volwassene.